# Бад Бајерзојен
Бад Бајерзојен (њем. Bad Bayersoien) општина је у њемачкој савезној држави Баварска. Једно је од 22 општинска средишта округа Гармиш-Партенкирхен. Према процјени из 2010. у општини је живјело 1.181 становника. Посједује регионалну шифру (AGS) 9180113.

## Географски и демографски подаци
Бад Бајерзојен се налази у савезној држави Баварска у округу Гармиш-Партенкирхен. Општина се налази на надморској висини од 812 метара. Површина општине износи 17,7 km². У самом мјесту је, према процјени из 2010. године, живјело 1.181 становника. Просјечна густина становништва износи 67 становника/km².